# Basil Bunting
Basil Cheesman Bunting (Newcastle upon Tyne, 1º marzo 1900 – Hexham, 17 aprile 1985) è stato un poeta britannico, autorevole esponente del modernismo.
Proveniente da una famiglia quacchera, fu un convinto pacifista e un propugnatore delle qualità sonore della poesia. Il cantautore e chitarrista Mark Knopfler gli ha dedicato una canzone nel suo album Tracker del 2015, intitolata Basil.

## Opere
- 1930: Redimiculum Matellarum
- 1950: Poems, riveduto e ripubblicato nel 1965 con il titolo di Loquitur
- 1965: The Spoils
- 1965: First Book of Odes
- 1965: Ode II/2
- 1966: Briggflatts: An Autobiography
- 1967: Two Poems
- 1967: What the Chairman Told Tom
- 1968: Collected Poems
- 1972: Version of Horace
- 1991: Uncollected Poems (postumo)
- 1994: The Complete Poems (postumo)
- 1999: Basil Bunting on Poetry (postumo)
- 2000: Complete Poems (postumo)
- 2009: Briggflatts (con CD e DVD)